# Cistoscopia
La cistoscopia es una exploración endoscópica que introduce un tubo delgado a través del meato uretral, accediendo a la uretra y vejiga urinaria. Este tubo o cistoscopio lleva incorporada una cámara de vídeo de reducido tamaño con una potente luz para visualizar el interior de la uretra y de la vejiga urinaria. A través de la cistoscopia se pueden realizar resecciones de lesiones dentro de la uretra o vejiga y tomar biopsias para un diagnóstico histológico.

## Origen del término
El término se deriva del griego cisto (bolsa), en este caso refiriéndose a la vejiga; y scopein, que significa observar. Es decir, la cistoscopia significa observar la bolsa u observar la vejiga.
El nombre completo es uretrocistoscopia, pues al realizar este procedimiento se examina primero la uretra y posteriormente la vejiga. Cuando está correctamente indicada, es un medio diagnóstico muy útil en muchas enfermedades de las vías urinarias. Antes de realizar el procedimiento, el especialista en urología solicita exámenes de rutina. El procedimiento puede realizarse en el consultorio y es generalmente ambulatorio, es decir, que no requiere internación.

## Historia de la cistoscopia
En el año 1804, el médico alemán Philipp Bozzini, inventa un aparato para observar cavidades, que denominó "conductor lumínico", que consistía en una vasija cerrada, con dos divisiones, una que contenía la fuente lumínica (una vela) y otra donde estaba la óptica para observar. Podían adaptarse diversos espéculos.
En 1876, el urólogo alemán  Maximilian Nitze, concibe la idea del uretrocistoscopio moderno al iluminar la vejiga desde adentro al adaptar la fuente de luz y la óptica a una especie de tubo telescópico. Con la ayuda del constructor de instrumental vienés Josef Leiter, el 2 de octubre de 1877 lleva a cabo la primera uretrocistoscopia.

## Uso clínico

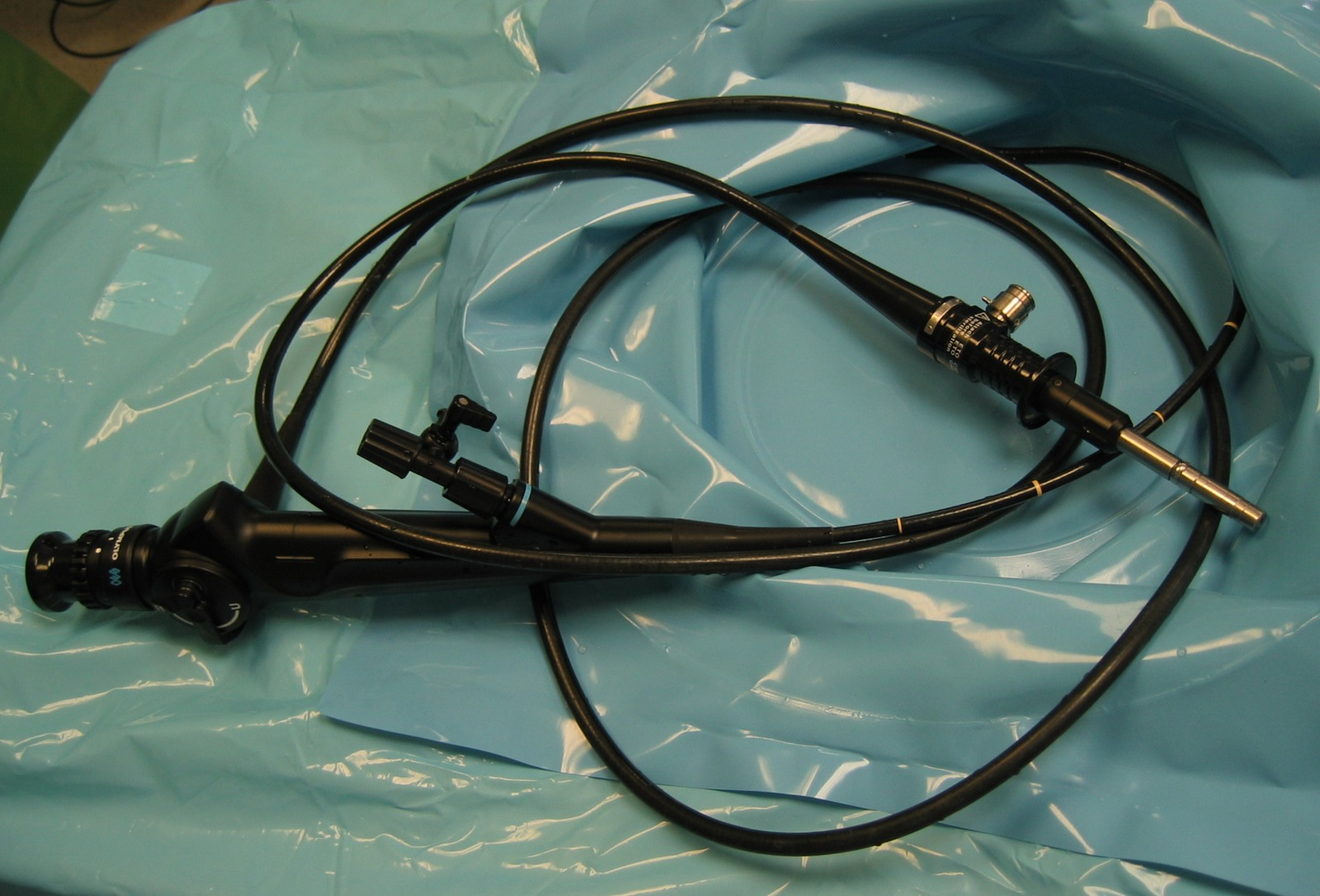
Un cistoscopio flexible estéril en un área quirúrgica.

La cistoscopia se considera un procedimiento semiinvasivo, y se recomienda que se realice bajo video asistencia, lo que permite magnificar las imágenes en tiempo real y grabar el mismo.
El procedimiento permite evaluar:
- Uretra
- Próstata (en los varones)
- Cuello vesical
- Vejiga

Uréteres (meatos ureterales, y en caso de ureteroscopia los uréteres en su totalidad).
Con este procedimiento se consiguen diagnosticar varias enfermedades, permitiendo a través del cistoscopio (el instrumento utilizado para la cistoscopia) ingresar con una pinza de biopsia para tomar muestras; algunas de las condiciones que pueden ser diagnosticadas son:
- Cistitis
- Prostatitis
- Cálculos vesicales
- Cáncer de vejiga
- Cáncer de próstata
- Cálculos ureterales
- Malformaciones de las vías urinarias
- Uretritis
- Cistitis intersticial

## Indicaciones antes y después del procedimiento

### Antes del procedimiento
A principios de 1990, era de práctica común que el médico que realizaba el procedimiento prescribiera un antibiótico por unos días para prevenir una infección. Desde entonces, muchos urólogos ordenan análisis de orina con cultivos bacterianos/fúngicos y pruebas de sensibilidad a medicamentos antiinfecciosos antes de la realización de la cistoscopia y como parte del estudio preoperatorio. Dependiendo de los resultados de las pruebas y otras circunstancias, puede optar por prescribir un ciclo de antibióticos u otro tratamiento antiinfeccioso de 10 a 14 días, comenzando 3 días antes de la realización del procedimiento, ya que esto puede aliviar algo de inflamación de la uretra antes del procedimiento.
Esta práctica puede proporcionar un beneficio adicional al evitar que ocurra una infección accidental durante el procedimiento. Cuando se administran antibióticos para la prevención de infecciones urinarias en adultos que se someten a una cistoscopia se puede reducir el riesgo de infecciones, tanto de las que ingresan al torrente sanguíneo como de las limitadas a la vejiga. Sin embargo, los antibióticos pueden tener poco o ningún efecto solo sobre el riesgo de infecciones graves que circulan por el torrente sanguíneo. Según revisiones de datos, los antibióticos no parecen causar efectos secundarios graves ni afectar la aparición de efectos secundarios menores, pero se necesitan más investigaciones para confirmar estos hallazgos. El ciclo completo de tratamiento con antibióticos también reduce la posibilidad de que las bacterias se vuelvan resistentes al antibiótico/agente antiinfeccioso prescrito.

### Después del procedimiento
Los pacientes suelen tener una sensación de ardor al orinar y, a menudo, ven pequeñas cantidades de sangre en la orina. Los procedimientos que utilizan instrumentación rígida a menudo resultan en incontinencia urinaria y fugas de causa idiopática. Ocasionalmente, los pacientes pueden sentir algunos dolores abdominales inferiores, que reflejan espasmos de los músculos de la vejiga, pero estos no son comunes.
Las indicaciones para aliviar las molestias después de la prueba pueden incluir:
- Beber 1 litro de agua durante 2 horas
- Tomar un baño tibio para aliviar la sensación de ardor
- Sostener un paño húmedo y tibio sobre la abertura uretral.